# 峨山政策研究院
峨山政策研究院（韩语：／）是大韩民国的一所非营利研究机构。峨山政策研究院创办于2008年，创始人是韩国企业家郑梦准。研究院的出资方是郑梦准的现代重工集团。研究院以促使半岛和平与统一、东北亚地区的和平与稳定为宗旨。在外交领域，峨山政策研究院以中国、美国两国为最重要的研究对象，下设中国研究中心和美国研究中心。
峨山是郑梦准的父亲鄭周永的表字。